# 小行星2443
小行星2443（2443 Tomeileen）是一颗围绕太阳公转的小行星。1906年1月24日，馬克斯·沃夫在海德堡发现了此天体。
該小行星以英國天文學家布萊恩·馬斯登的父母托馬斯·馬斯登（Thomas Marsden）和艾琳·馬斯登（Eileen Marsden）命名。
这颗小行星的绝对星等为70.70565等。